# Grasa butírica

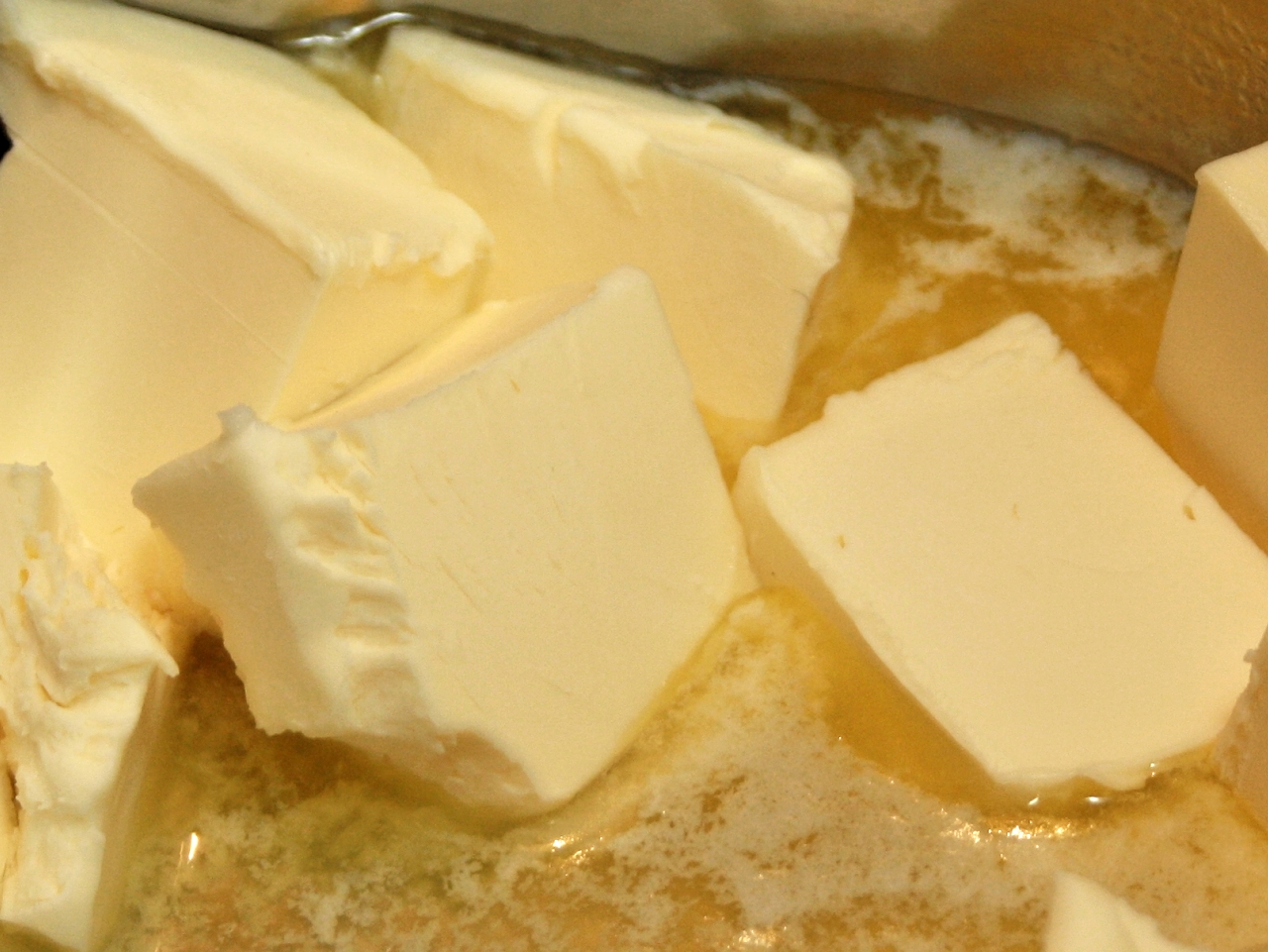
Trozos de mantequilla blanca en un recipiente.

La grasa butírica es la porción grasa de la leche y el principal componente de la mantequilla, entendiendola como el conjunto total de sus ácidos grasos (mayormente saturados), colesterol y vitaminas liposolubles. La leche y la nata se venden a menudo según su contenido graso.

## Composición
Los ácidos grasos de la grasa butírica suelen estar compuestos como siguen (por fracción de masa):
- Ácidos grasos saturados:
  - Ácido palmítico: 31%
  - Ácido mirístico: 12%
  - Ácido esteárico: 11%
  - Ácidos grasos saturados inferiores (máximo 12 átomos de carbono): 11%
- Ácidos grasos insaturados:
  - Ácido oleico: 24%
  - Ácido palmitoleico: 4%
  - Ácido linoleico: 3%
  - Ácido linolénico: 1%